# Tordon Ákos Miklós
Tordon Ákos Miklós (Érsekújvár, 1924. szeptember 19. – Budapest, 2012. július 12.) magyar gyermek- és ifjúsági író, műfordító.

## Életpályája
Brünnben kereskedelmi érettségit tett. 1948-49-ben a budapesti Iparművészeti Főiskolán folytatott tanulmányokat. 1949-től szabadfoglalkozású író. 1988-1991 között a Nők Lapja c. hetilapnál a gyermekrovatot szerkesztette. Főleg gyermekkönyveket, meséket írt, németből és szlovákból fordított.
A 20. század második felének egyik legkiválóbb magyar meseírója volt. Gazdag szókinccsel, szép magyarsággal, finom nyelvi humorral kalauzolta olvasóit a gyermeki fantázia világába. Híres mesekönyvei vannak, például Tarka mese, Mesebeszéd, A rézorrú tündér, Kiváncsi fáncsi hőben és hóban.

## Művei
- Híres király híres háborúja (mesék, 1959)
- Figura Ferkó (mesék, 1964)
- Az utolsó oroszlán (mesék, 1970)
- Skatulyácska (meseregény, 1972, 1984)
- Három arany nyílvessző (népmesék, válogatások, 1973)
- Mesebeszéd (mesék, 1976)
- Libabuli (gyermekversek, 1979)
- Tarka mese (mese, 1982)
- Hímes tojás, hímes rét (mesék, 1982)
- A kakas, a tyúk és a piros eső (verses képeskönyv, 1983)
- A rézorrú tündér (mesék, 1983)
- Karácsonyi postahivatal (mesék, regények, 1984)
- Mesék a kisfiúról, aki voltam (meseregény, 1986)
- Kíváncsi Fáncsi hőben és hóban (mese, 1986)
- Lólila és más mesék (két meseregény, 1987)
- Kíváncsi Fáncsi bajban és jajban (képes mesekönyv, 1987)
- Halfréd, a vízimanó (mesék, 1988)
- Kiváncsi Fáncsi Krokóniában; rajz Richly Zsolt; MTV és Pannónia Film Vállalat Kiváncsi Fáncsi c. mesesorozata alapján; Széphalom Könyműhely–Pannónia Film Vállalat, Bp., 1990
- Csigacsalogató; General Press, Bp., 1998
- Zabszem Jankó. Kárpátaljai magyar népmesék; vál., művészileg megformálta Tordon Ákos; Egyházfórum, Bp., 2001 (Egyházfórum gyermekkönyvei)
- Körülöttem forgott a világ; Szent István Társulat, Bp., 2000
- Korkóstoló; Szent István Társulat, Bp., 2002
- Az én első tanítóm. 12+12 mese és régi történet; Masszi, Bp., 2003

## Műfordításai
- L. Kuchta: A diódézsmáló (mesék, 1971)
- R. Moric: A csillagpettyes őzike (gyermekregény, 1971)
- P. Dobšinský: Az aranyagancsos szarvas (szlovák népmesék, fordította, átdolgozta Bartócz Ilonával, 1972)
- M. Duricková: Hüvelyk Matyi (mesék, 1972)
- Z. Renčová - J. Novák: A copfos (ifjúsági regény, 1972)
- K. Bendová: Babszem Jankó legújabb meséi (mesék, 1973)
- R. Moric: A póruljárt vipera (mesék, 1973)
- H. Ponická: Medveév (gyermekregény, 1973)
- G. A. Bürger: Münchhausen vidám kalandjai (1975)
- J. Navratil: Pamut Peti és Fonál Fáni (gyermekregény, 1976)
- J. Navrátil: Bújócska az erdőben (1977)
- M. Válek: Az elvarázsolt diódaráló (Tótfalusi Istvánnal, Kovács Viktorral) (gyermekversek, 1980)
- G. Holtz-Baumert: Autóstoppal a tengerhez (ifjúsági regény, 1980)
- E. Simmich: Őzikehűség (1982)
- H. Hüttner: Hetendiék hurcolkodnak (1982)
- G. Nerger: Nézegessünk építősdit! (képeskönyv, 1985)
- G. Fischer: Teddy-iskola (1992)

## Díjai, kitüntetései
- L'udmila Podíjavorinská-díj (1981)
- Év Gyermekkönyve díj (1984)
- Szocialista Kultúráért (1984)
- Szép Magyar Könyv Verseny díja (1985)
- Év Könyve jutalom (1988)
- A Művészeti Alap Irodalmi Díja (1992)
- A Magyar Köztársasági Érdemrend lovagkeresztje (2004)